# Iglesia de María Santísima Asunta (Vernole)
La iglesia de Maria Santissima Assunta es la iglesia parroquial de Vernole, en la provincia y archidiócesis de Lecce que forma parte del vicariato de Vernole.

## Historia
La capilla más antigua de la ciudad se construyó a lo largo de la carretera de Lecce a Otranto y estaba dedicada a San Lorenzo mártir. La primera piedra de la iglesia matriz de Vernole, dedicada a la Asunción de María, se colocó en 1730; el edificio, construido en el lugar de un anterior lugar de culto, fue consagrado en 1748.
En 1930 se amplió la iglesia parroquial mediante la construcción de una gran capilla en la que se colocaron las dos estatuas que representan a los santos Ana y Joaquín.
En cumplimiento de las normas posconciliares, la iglesia parroquial fue dotada en 1962 con dos ambos y un altar frente a la asamblea.

## Descripción

### Exterior
La fachada barroca a dos aguas de la iglesia, orientada al suroeste, está dividida por una hilera de cuerdas que se proyecta en dos registros, ambos adornados con pilastras, el inferior presenta centralmente el portal principal y tres nichos con las estatuas de los santos Oronzo, Giusto y Fortunato, mientras que el superior se caracteriza por una ventana y otros dos nichos que contienen los simulacros de la Caridad y la Fe y está coronado por el tímpano mixtilínea, rematado en la estatua con el tema de la Fe. Adosada a la iglesia parroquial se encuentra el campanario de planta cuadrada, construido en 1740; la celda tiene una ventana lanceolada redonda a cada lado y está coronada por el tambor octogonal.

### Interior
El interior del edificio, de planta de cruz latina, se compone de una sola nave, presidida por las capillas laterales y los brazos del crucero, introducidos por arcos de medio punto, y cuyos muros están jalonados por pilastras que sostienen los moldurados y salientes, entablamento sobre el cual se sitúan las bóvedas, al fondo del salón se encuentra el presbiterio, elevado por cuatro escalones y cerrado por el ábside cuadrangular. Aquí se conservan diversas obras valiosas, las más importantes de las cuales son los altares de San Francisco Saverio, Sant'Oronzo, San Donato, San Vito y la Santísima Virgen María del Monte Carmelo.

## Enlaces  externos
- «Parrocchia di Maria SS. Assunta in  Vernole».

- Datos: Q118918172